# قرجيطة
قرجيطة أو كَرُونِيَة أو لا كورونيا (بالإسبانية: La Coruña)‏ هي مدينة تقع في شمال غرب إسبانيا، هي عاصمة مقاطعة قرجيطة، وهي أيضاً عاصمة منطقة جليقية. قرجيطة ميناء هام جداً على المحيط الأطلسي إذ تصدر المحاصيل الزراعية لمنطقة جليقية كما أنها تعد مركزاً رئيسياً لاصطياد الأسماك.

## الديموغرافيا
بلغ عدد سكان مدينة قرجيطة 246.028 نسمة عام 2011 (وفقاً للمعهد الوطني للإحصاء الإسباني).
| 243.785 | 243.402 | 242.458 | 243.349 | 244.388 | 246.056 | 246.028 | 247.376 |

## توأمة
لكَرُونِيَة اتفاقيات توأمة مع كل من:
- قادس
- ماريجليانيلا
- مار دل بلاتا
- هيرينسيا

## أعلام
- خوان أكونيا
- إدواردو غونزاليز فالينيو
- إميليا باردو باثان
- ڤيمارا بيريز
- فرانسيسكا هيريرا غاريدو
- خوان مارتينيز
- لويس سواريز ميرامونتيس
- أمانسيو أورتيغا
- رامون مننديث بيدال
- أمانسيو أمارو
- سانتياغو كاساريس كيروغا